# 7238 Kobori
7238 Kobori è un asteroide della fascia principale. Scoperto nel 1989, presenta un'orbita caratterizzata da un semiasse maggiore pari a 2,3191837 UA e da un'eccentricità di 0,1331695, inclinata di 4,34714° rispetto all'eclittica.